# Uqturpan

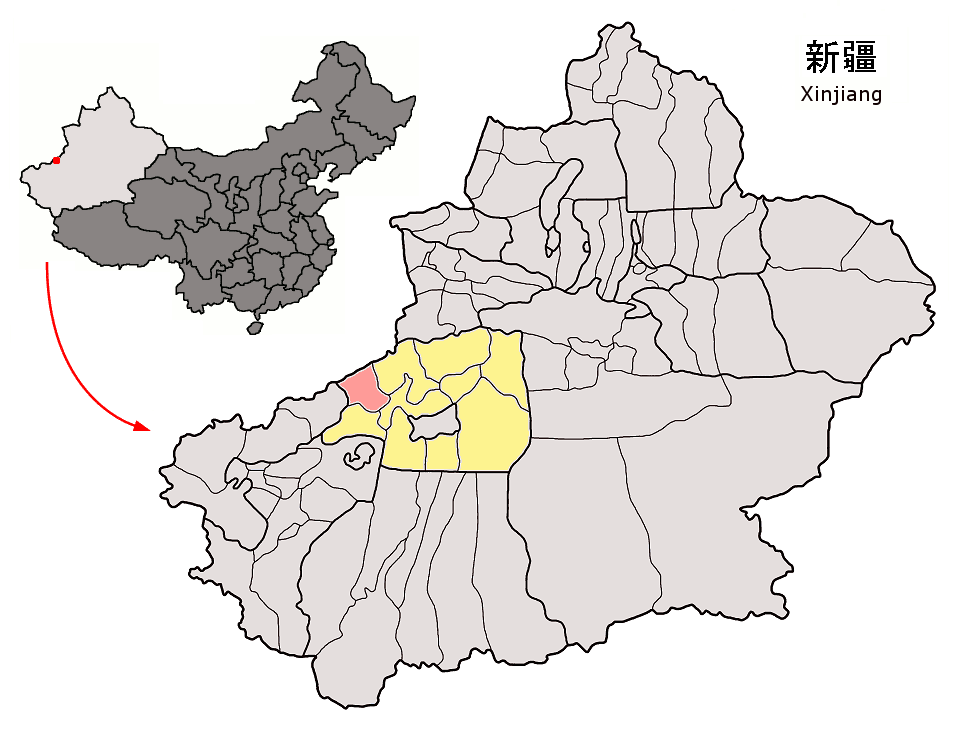
Lage von Uqturpan/Wushi im Regierungsbezirk Aksu von Xinjiang

Der Kreis Uqturpan (chinesisch 乌什县, Pinyin Wūshí Xiàn, uigurisch ئۇچتۇرپان ناھىيىسى Uqturpan Naⱨiyisi) des Regierungsbezirks Aksu liegt im Uigurischen Autonomen Gebiet Xinjiang der Volksrepublik China. Er hat eine Fläche von 9.064,76 km² und zählt 197.990 Einwohner (Stand: Zensus 2010). Sein Hauptort ist die Großgemeinde Wushi (乌什镇).

## Verwaltung
Der Kreis Uqturpan verwaltet folgende Großgemeinden und Gemeinden:
Großgemeinden (Kleinstädte, 镇zhèn):
- 乌什镇 Wushi zhèn

Gemeinden (Dörfer, 乡xiāng):
- 阿合亚乡 Aheya xiāng
- 阿克托海依乡  Aketuohaiyi xiāng
- 奥特贝希乡 Aotebeixi xiāng
- 阿恰塔格乡 Aqiatage xiāng
- 亚科瑞克乡 Yakeruike xiāng
- 亚曼苏柯尔克孜族乡 Yamansukeerkezizu xiāng
- 依麻木乡 Yimamu xiāng
- 英阿瓦提乡 Yingawati xiāng